# 藍腹鸚鵡
藍腹鸚鵡，是鸚形目金刚鹦鹉科藍腹鸚鵡屬下唯一一種鳥類。該物種分佈於巴西逾38萬平方公里的區域，在阿根廷有未確定的報告，目前被評為無危物種。
藍腹鸚鵡生活於海拔1000公尺以下的山區和懸崖森林中，為植食性。其體重平均約90.0公克，鳥喙寬平均13.7公釐、深平均23.6公釐、嘴峰長平均约29.9公釐；翼長约159.8公釐；跗蹠约31.0公釐；尾長约116.0公釐。

## 外部連結
- 维基共享资源上的相關多媒體資源：藍腹鸚鵡
- 維基物種上的相關：藍腹鸚鵡